# Disclisioprocta
Disclisioprocta is een geslacht van vlinders van de familie spanners (Geometridae), uit de onderfamilie Larentiinae.

## Soorten
- D. natalata (Walker, 1862)
- D. purpurarium (Rebel, 1917)
- D. stellata Guenée, 1858